# The Willow Tree (film 2005)
The Willow Tree (in persiano بید مجنون‎) è un film del 2005, diretto da Majid Majidi, con Parviz Parastui.

## Trama
Yusuf Musavi, professore universitario iraniano, è cieco dall'età di 8 anni. Spesso, nei suoi colloqui intimi con Dio, egli riflette sul proprio stato. In seguito ad un malore, che rivela una forma di tumore localizzato dietro ad un occhio, Yusuf si reca alla fine in un ospedale di Parigi dove fa la conoscenza dell'amichevole connazionale Morteza, e dove non solo il tumore gli viene rimosso con successo ma, inaspettatamente, riacquista la vista.
Tornato in Iran, nel quartiere Darakeh di Teheran, trova un'accoglienza calorosa non solo da parte della moglie Raya e della figlioletta Maryam, entrambe le quali egli vede per la prima volta, ma anche da parte degli altri parenti e dei suoi studenti. Ma Yusuf pare non adattarsi alla sua nuova vita: sospende l'insegnamento, rifiuta i consigli coscienziosi dello zio Mahmud, e manifesta nervosismo verso tutti coloro, moglie in prima fila, che hanno sempre avuto, e continuano ad avere un atteggiamento protettivo nei suoi confronti. Ė amareggiato per aver perso, nel tempo della sua infermità, quelli che considera gli anni migliori della vita, e, ora che non ha più bisogno dell'assistenza altrui, vorrebbe iniziare un nuovo corso. Ma senza successo.
Le occupazioni quotidiane, il lavoro, la sua stessa casa e la famiglia gli vengono a noia. Vorrebbe iniziare una relazione amorosa con la sua giovane cognata Pari, senza tuttavia che la cosa si realizzi: la moglie comunque se ne accorge e lo lascia, almeno provvisoriamente, recandosi con la figlia nella loro seconda casa di Kashan. In più, lo stato di salute di sua madre si aggrava e la donna viene ricoverata in ospedale. Yusuf, in un accesso di collera, distrugge gran parte dei suoi appunti, dei libri, e del materiale per l'insegnamento. Più avanti riceve una lettera dell'amico Morteza, che, al contrario di lui, ha gradualmente perso la vista, e che gli scrive che il suo nuovo stato di cecità ha i suoi lati positivi.
Improvvisamente Yusuf, forse per qualche complicazione post-operatoria, diventa di nuovo cieco. In auto con lo zio Mahmud, che, forse ingenuamente ottimista, gli prospetta una nuova operazione, Yusuf è esasperato: abbandona pericolosamente la vettura, vaga nel traffico e per le affollate vie cittadine fino a riguadagnare a fatica la strada di casa, ora deserta. Qui rintraccia, fra i brandelli dei libri, un testo mistico, e, scorrendone le righe con le dita, riprende il suo colloquio con Dio, a metà fra la lamentazione e la richiesta di una nuova grazia.   

## Riconoscimenti
Al Fajr International Film Festival del 2005 hanno ottenuto riconoscimenti Majid Majidi (miglior film, migliore regia), Parviz Parastui (miglior attore) e Yadollah Nayafí (miglior sonoro).  